# 夏と花火と私の死体
『夏と花火と私の死体』（なつとはなびとわたしのしたい）は、乙一による日本のホラー小説。ジャンプ ジェイ ブックスから刊行、イラストは幡地英明。後に集英社文庫。
本作は、乙一のデビュー作。第6回ジャンプ小説・ノンフィクション大賞を受賞。文庫本の小説には『優子』も収録されている。

## ストーリー
九歳の夏休み「わたし」は友達である弥生ちゃんにあっけなく殺される。弥生ちゃんは自分が殺したことを隠し、兄の健くんに相談する。そこで健くんは「わたし」を隠してその時頻発していた誘拐事件に偽装することを提案する。大人たちの追及から逃れながら死体を隠そうとする幼い兄妹を、死体の「わたし」の視点で書いたホラー小説。

## 登場人物
五月（さつき）
「わたし」。弥生に殺害された小学3年生の少女。密かに健を思っていたが、弥生にその事実を知らせてから殺された。五月は途中から死んではいるものの物語の語り役を担っており、徹頭徹尾五月の言葉で描写されている。五月の消息が不明になり、捜索隊に発見されかけたが健によって結局五月の死体発見には至らなかった。
弥生（やよい）
五月の同い年の友人であったが、五月が健に好意を寄せていることを知り、五月を殺した。また健には事故だと嘘を吐き、五月の死体を遺棄することを強く願った。健が好きな緑に似せて髪を長くしているが兄妹という立場のせいで思い合えないことに不満を感じている。冷静沈着な健と比べて臆病な行動が目立って描写されている。
健（けん）
弥生の兄。緑に好意を抱いている。緑に五月の死体を発見されかけた際は酷くおびえていた。また前述の通り性格はいたって冷静沈着であり五月の死体遺棄の際にも大きく活躍した。弥生が健を思っていることには気づいていないようではあった。
緑（みどり）
弥生と健の従姉。アイスクリームの工場で働いている。髪が長いのが特徴的であり、顔が端整であることなど美人であると描写されている。
66（ろくろく）
村に住みつく野良犬の白い雑種犬。獰猛な性格だが、緑だけに懐いている。五月の靴を持っている。

## 書籍情報
- 単行本：1996年10月発行[2]、ジャンプ ジェイ ブックス、集英社、ISBN 4-08-703052-0
- 文庫本：2000年5月19日発売[3]、集英社文庫、ISBN 4-08-747198-5